# 930 Westphalia
930 Westphalia, asteroid glavnog pojasa. Otkrio ga je Walter Baade, 10. ožujka 1920.

## Vanjske poveznice
- Minor Planet Center